# Elderbroek
Het Elderbroek is een natuurgebied ten westen van Schijndel in de Nederlandse provincie Noord-Brabant. Het is vernoemd naar de nabijgelegen buurtschap Elde.
Het bestaat uit een broekgebied waarop, na ontginning, populieren op rabatten werden aangeplant. Geleidelijk aan ontstond een ondergroei van vooral gewone vogelkers.
Het gebied en de omgeving ervan zijn groeiplaatsen van slanke sleutelbloem en gulden boterbloem, maar ook eenbes en bospaardenstaart worden er aangetroffen.
Vogels die in het gebied voorkomen zijn havik, houtsnip, tjiftjaf, fluiter en grote lijster.
Het Elderbroek maakt deel uit van het natuurgebied Het Groene Woud.